# Pukwudgie
Um Pukwudgie, também soletrado Puk-Wudjie (em outra grafia, Puck-wudj-ininee, é traduzido pelo geógrafo americano Henry Schoolcraft como "pequeno homem selvagem da floresta que desaparece"), é uma criatura humana encontrada no folclore de Delaware e Wampanoag, às vezes dita de 4 a 5 pés de altura (120 a 150 cm).
Segundo a lenda, as criaturas podem aparecer e desaparecer à vontade, atrair as pessoas para suas mortes, usar magia, lançar flechas venenosas e criar fogo.
Os nativos americanos acreditavam que os Pukwudgies já foram amigáveis aos humanos, mas depois se voltaram contra eles, e é melhor deixá-los em paz. De acordo com a lenda, uma pessoa que irritasse um Pukwudgie estaria sujeita a truques desagradáveis, ou sujeita a ser seguida pelo Pukwudgie, que causaria problemas para eles. Eles são conhecidos por sequestrar pessoas, empurrá-las de penhascos, atacar suas vítimas com facas curtas e lanças e usar areia para cegar suas vítimas.